# (15143) 2000 EX108
A (15143) 2000 EX108 a Naprendszer kisbolygóövében található aszteroida. A LINEAR projekt keretében fedezték fel 2000. március 8-án.